# 錦が丘 (横浜市)
錦が丘（にしきがおか）は、神奈川県横浜市港北区に存在する町名である。丁番を持たない単独町名である。住居表示実施済み区域。

## 地理
菊名駅の南に位置する。南は富士塚、西は篠原北、北と東は菊名に囲まれている。町内を東急東横線が走っているが、駅はない。東横線の留置線が町内に存在する。

### 地名の由来
篠原住宅分譲地の愛称がそのまま地名になったもの。

### 地価
住宅地の地価は、2025年（令和7年）1月1日の公示地価によると、錦が丘26-2の地点で43万7000円/m²となっている。

## 歴史
- 1927年（昭和2年） - 東急が沿線開発の一環として、菊名住宅分譲地を販売。錦が丘にはロータリーが存在する。ここが本来の駅前になるはずだったが、横浜線との接続を考慮して現位置に建設された。
- 1933年（昭和8年） - 菊名住宅組合が組織される。
- 1934年（昭和9年） - 皇太子（現：明仁上皇）誕生を祝して、サクラやカエデが植樹される。錦が丘町内会が設立される。
- 1971年（昭和46年）7月5日 - 住居表示の実施に伴い、篠原町と菊名町の各一部から錦が丘を新設する[7]。
- 1991年（平成3年） - 町内会館ができる。

## 世帯数と人口
2025年（令和7年）6月30日現在（横浜市発表）の世帯数と人口は以下の通りである。
| 町丁   | 世帯数    | 人口    |
| ------ | --------- | ------- |
| 錦が丘 | 1,252世帯 | 1,963人 |

### 人口の変遷
国勢調査による人口の推移。
| 年                 | 人口  |
| ------------------ | ----- |
| 1995年（平成7年）  | 1,765 |
| 2000年（平成12年） | 1,819 |
| 2005年（平成17年） | 1,857 |
| 2010年（平成22年） | 1,805 |
| 2015年（平成27年） | 1,913 |
| 2020年（令和2年）  | 1,983 |

### 世帯数の変遷
国勢調査による世帯数の推移。
| 年                 | 世帯数 |
| ------------------ | ------ |
| 1995年（平成7年）  | 927    |
| 2000年（平成12年） | 1,004  |
| 2005年（平成17年） | 1,067  |
| 2010年（平成22年） | 1,071  |
| 2015年（平成27年） | 1,184  |
| 2020年（令和2年）  | 1,269  |

## 学区
市立小・中学校に通う場合、学区は以下の通りとなる（2024年11月時点）。
| 番地     | 小学校             | 中学校             |
| -------- | ------------------ | ------------------ |
| 1〜25番  | 横浜市立菊名小学校 | 横浜市立篠原中学校 |
| 26〜31番 | 横浜市立篠原小学校 | 横浜市立篠原中学校 |

## 事業所
2021年（令和3年）現在の経済センサス調査による事業所数と従業員数は以下の通りである。
| 町丁   | 事業所数 | 従業員数 |
| ------ | -------- | -------- |
| 錦が丘 | 43事業所 | 245人    |

### 事業者数の変遷
経済センサスによる事業所数の推移。
| 年                 | 事業者数 |
| ------------------ | -------- |
| 2016年（平成28年） | 39       |
| 2021年（令和3年）  | 43       |

### 従業員数の変遷
経済センサスによる従業員数の推移。
| 年                 | 従業員数 |
| ------------------ | -------- |
| 2016年（平成28年） | 201      |
| 2021年（令和3年）  | 245      |

## 交通
正式な路線バスはないが、菊名おでかけバスが火曜日に町内を走行する。

## その他

### 日本郵便
- 郵便番号 : 222-0013[3]（集配局：港北郵便局[17]）

### 警察
町内の警察の管轄区域は以下の通りである。
| 番・番地等 | 警察署     | 交番・駐在所 |
| ---------- | ---------- | ------------ |
| 全域       | 港北警察署 | 菊名駅前交番 |

## 公式Webページ
- 錦が丘町内会公式HP